# Mountain Top
Mountain Top est un district statistique du comté de Luzerne, en Pennsylvanie, aux États-Unis. Au recensement de 2010, sa population était de 10 982 habitants.
Mountain Top est sise le long de la Route 309 de Pennsylvanie, qui passe sud de Wilkes-Barre à travers les lotissements de Fairview, de Wright et de Rice.

## Toponyme
Bien qu'il soit unanimement reconnu que le vrai nom de l'endroit soit « Mountain Top » (en deux mots), la façon d'écrire le toponyme a fait l'objet de longs débats. La société historique locale l’écrit « Mountain Top. » Le United States Postal Service associe « Mountain Top » au code postal 18707, et sur les permis de conduire, le Pennsylvania Department of Transportation fait de même ; mais le journal local s’appelle le Mountaintop Eagle.

## Géographie

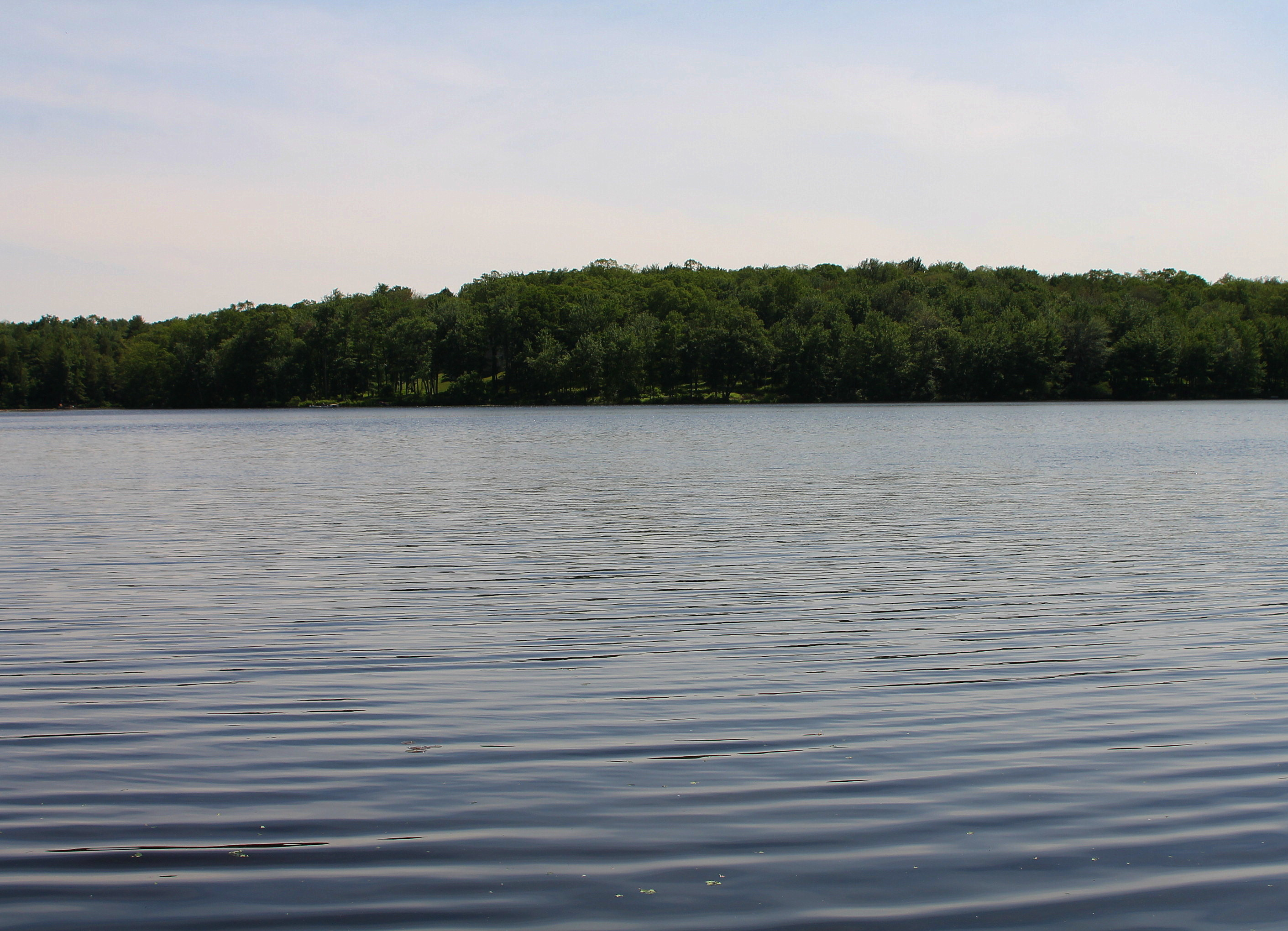
Panorama du lac glaciaire de Moutaintop.

Mountain Top, qui s’appelait autrefois Penobscot, PA se trouve à l’ubac du mont Penobscot (ou Penobscot Knob). Selon le Bureau du recensement des États-Unis, ce district a une superficie de 39 km2, entièrement terrestres.
Mountain Top se trouve sur le col de montagne surplombant la ligne de partage des eaux qui sépare le bassin de la Susquehanna au nord et à l’ouest, du bassin de la Lehigh à l’est et au sud : il se trouve donc sur un passage important entre les deux vallées. Cette banlieue n’est qu’à 13 km au nord-ouest de White Haven, au débouché des gorges de la Lehigh. Elle surplombe la ville de Hazleton, à 16 km au sud de Wilkes-Barre, le long de la Route 309 de Pennsylvanie. Par conséquent, bien que les lignes ferroviaires régionales n'aient plus la même importance que par le passé, la gare de triage de Mountain Top yard, qui servait naguère de terminus au funiculaire d’Ashley (Ashley Planes), demeure une infrastructure importante pour les lignes ferroviaires reliant Allentown et Philadelphie aux localités du Nord et de l'Ouest de l'État.
Mountain Top se dresse à 475 m d'altitude.

## Démographie
Au recensement de 2000, on dénombrait 15 269 habitants, 5 556 foyers, et 4 394 familles résidentes. La densité de population était de 86,5 km2. Il y avait 5 774 logements soit une densité de 32,7 /km2. La composition ethnique du district était : 97,02 %  de blancs, 0,54 % d’Afro-Américains, 0,03 % d’Amérindiens, 1,62 % d’Asiatiques, 0,24 %  d’autres ethnies, et 0,56 % de métis. Les Hispaniques Latinos, toutes origines confondues, représentaient 1,08 % de la population.
Sur les 5 556 foyers, 36,8 % comptaient des enfants mineurs, 68,2 % étaient des couples mariés vivant sous le même toit, 8,1 % étaient des femmes seules et 20.9% n'étaient pas des familles au sens légal. 18,4 % de tous les foyers étaient composés d'individus seuls et 8,5 % étaient des personnes âgées seules de plus de 65 ans. La taille moyenne d'un foyer est 2,72 individus et la taille moyenne d'une famille, 3,10 individus.
Le revenu médian par foyer est de 51 655 $, et le revenu médian par famille est de 58 588 $. Les hommes ont un revenu médian de 41 271 $ contre 26 346 $ pour les femmes. Le revenu par tête est de 22 480 $. Environ 2,9 % des familles et 3,4 % de la population vivent sous le seuil de pauvreté, dont 3,7 % de mineurs et 5,4 % de personnes de plus de 65 ans.

## Source
- (en) Cet article est partiellement ou en totalité issu de l’article de Wikipédia en anglais intitulé « Mountain Top,Pennsylvania » (voir la liste des auteurs).

1. ↑  « Profile of General Population and Housing Characteristics: 2010 Demographic Profile Data (DP-1): Mountain Top CDP, Pennsylvania », sur U.S. Census Bureau, American Factfinder (consulté le 27 avril 2012)
2. ↑  « Mountain Top Historical Society » [archive du 22 mars 2005] (consulté le 16 octobre 2012)
3. ↑  « The Mountaintop Eagle », Mteagle.com (consulté le 16 octobre 2012)
4. ↑  « Geographic Identifiers: 2010 Demographic Profile Data (G001): Mountain Top CDP, Pennsylvania », U.S. Census Bureau, American Factfinder (consulté le 27 avril 2012)
5. ↑  « American FactFinder », sur Bureau du recensement des États-Unis (consulté le 31 janvier 2008)